# Айтоски манастир
Айтоският манастир „Свети Архангели“ (на гръцки: Μονή Παμμεγίστων Ταξιαρχών Αετού) е възрожденски православен манастир, разположен в леринското село Айтос, част от Костурската епархия на Вселенската патриаршия.
Манастирът е разположен на хълм в северозападната част на селото по пътя за Невеска. Съществувалият на мястото стар манастир е разорен от турците, като остават само основите на църквата и сградите. Дълго време беговете от съседното село Борско пречат на възобновяването му. Според легендата основният противник на възстановяването на манастира Вели бег дал съгласието си след като починали всичките му деца и, докато орял нивите си в манастирското землище, му умрели двата бивола.
Новият манастир започва да се изгражда през 1892 година и е осветен през 1895 година. Инициатор е айтосецът Роби Анастасов с духовно име отец Дамян, който става монах в Света гора и след това се връща в родното си село. Разрешение от властите е получено с помощта на Христо Манов, работил като градинар в градините на султана. За възобновяването спомага и Михаил Мисирлията от Невеска, който поканил леринския каймакамин и Изет паша на гости и успял да вземе тяхното съгласие за издигане на нов храм. Манастирът е възобновен селяните от околните български села и от невесчани. Издигната е голяма постройка с 20 стаи и е обзаведено образцово стопанство. Първоначално манастирът е метох на „Свети Безсребреници“. Манастирът първоначално се управлява от архимандрит Герман от Невеска и йеромонах Тасе от Айтос. По-късно архимандрит Герман се отказва от Патриаршията и става румънски енорийски свещеник в Битоля.
В 1902 година манастирът признава ведомството на Българската екзархия. Към края на османската власт в 1912 година манастирът заедно със „Свети Георги“ в Арменско и „Свети Лука“ в Неред е един от трите български манастира в Леринско.